# Portunus (ROV)

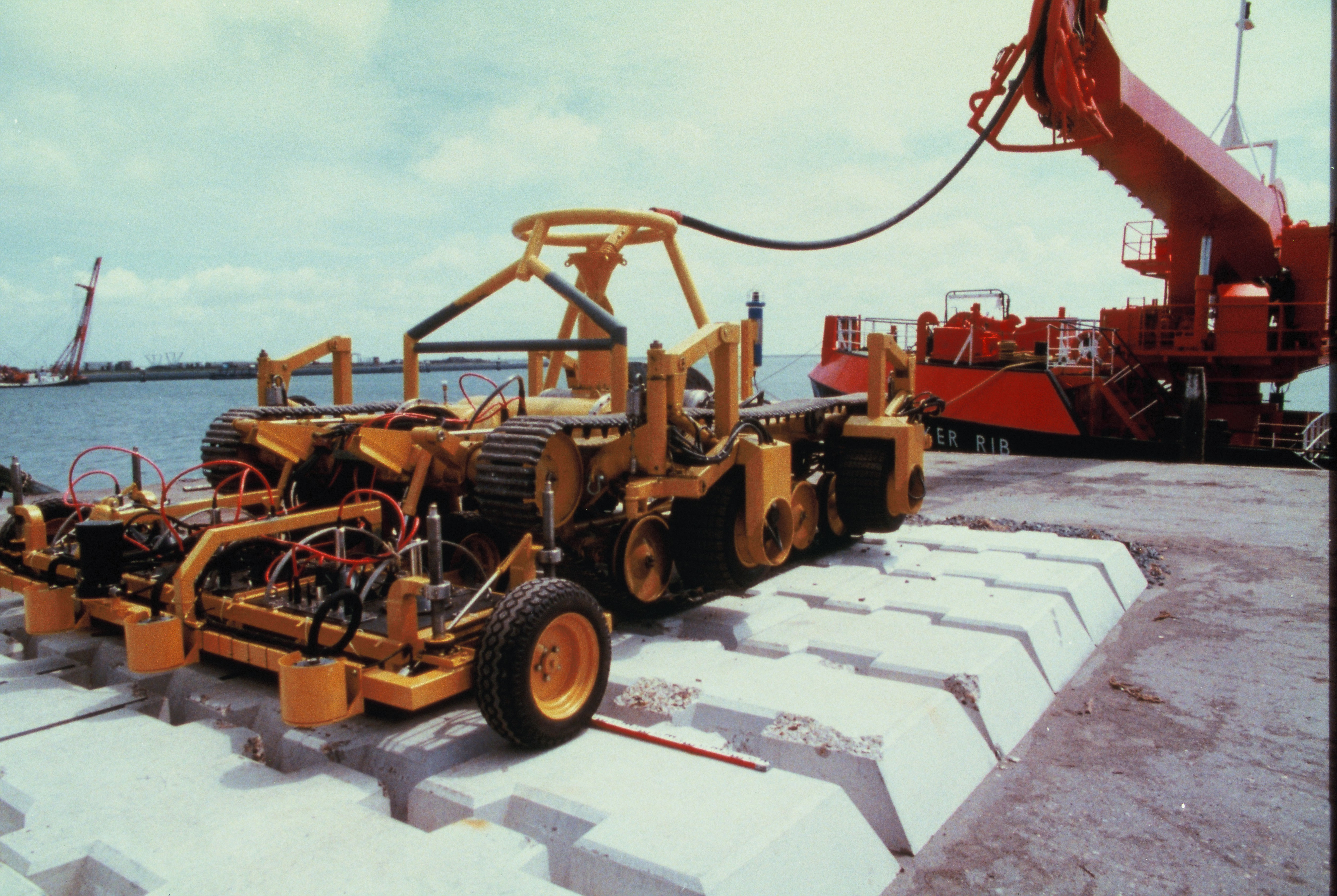
Het onderwater inspectievoertuig Portunus)

De Portunus was een onderwater inspectievoertuig op rupsbanden om de funderingsmatten van de Oosterscheldekering de inspecteren tijdens de bouw van de kering. De Portunus werd bestuurd vanaf het opnemingsvaartuig Wijker Rib.

## Werking
De Portunus is uitgevoerd als een onderwater-rupsvoertuig met afstandsbediening. Het voertuig is 6 m lang en 4 m breed; het gewicht boven water bedraagt 6,5 ton, onder water slechts 5 ton. De normale manier van voortbewegen is op rupsbanden, maar er zijn ook vier zwenkarmwielen, buiten de rupsen, waarmee het voertuig kan manoeuvreren wanneer het op de funderingsmatten rijdt. Koerscorrecties van enkele graden mogen dan nog wei uitgevoerd worden met behulp van de rupsbanden, maar als het om grotere koersveranderingen gaat, bijvoorbeeld een wending van 180° of een zijdelingse verplaatsing, dan worden de zwenkarmen in een bij de beweging behorende stand geplaatst; vervolgens worden de wielen hydraulisch omlaag gedrukt, en het voertuig komt omhoog tot de rupsbanden vrij zijn van de mat. De zwenkwielen worden aangedreven door hydromotoren die in de wielen zijn ingebouwd. Aan de voorkant van de Portunus bevindt zich de inspectiewagen, die als hij in gebruik is, met twee met water gevulde banden op de mat rust. Het frame hangt daardoor op een vaste hoogte boven de bodem. De inspectiewagen is met het rupsvoertuig verbonden door twee bomen, die aan de zijkant van de Portunus scharnieren. Met een hefcilinder kunnen de bomen opwaarts bewegen. Voordat de Portunus een obstakel beklimt, bijvoorbeeld een bodembescherming, wordt de inspectiewagen 1,5 m omhoog gebracht. De rupsen, als voorste delen van de Portunus, kunnen de bestorting dan gaan beklimmen. De inspectiewagen draagt 3 KSV-blokken (zie hieronder), in een frame dat ten opzichte van het geheel van de wagen in hoogte kan worden versteld, terwijl de KSV-blokken evenwijdig blijven met het bodemoppervlak. In elk blok van 1 m bij 70 cm zijn twee zwart/wit-camera's aangebracht. De hoogte-instelling wordt bepaald naar het zicht onder water ter plaatse. Het begeleidingsschip ontvangt de zes televisiebeelden op monitors. De inspectiewagen draagt aan de voorzijde ook nog vier aanzandingssensoren voor de meting van zandlaagdikten. De Portunus is verder uitgerust met een sonar-vis aan weerszijden om daarmee de bodem naast het rupsvoertuig af te tasten, en aan de voorkant met nog een sonar die helpt om obstakels vóór de Portunus op te merken en te vermijden. De maximale rijsnelheid van de Portunus is op
rupsbanden 0,5 m/s en op wielen 0,3 m/s..

## Bediening
De Bodemkruiper wordt met de hand bestuurd door iemand aan boord van het begeleidingsvaartuig, die met stuurknuppels de rupsaandrijving en de zwenkwielen bedient; maar hij kan ook geheel automatisch een vooraf geprogrammeerd rijpatroon volgen. De afstandsbesturing geschiedt in beide gevallen door tussenkomst van een navelstreng, 7 cm dik en 250 m lang, waarmee de Bodemkruiper vastzit aan het begeleidende vaartuig. De elektrische energie die de 'Portunus' nodig heeft voor zijn aandrijving en zijn inspectie-verrichtingen wordt ook langs die navelstreng aangevoerd. Tevens dient die streng om de meetsignalen van de sensoren over te brengen, en als kabel waaraan de Bodemkruiper kan worden opgehesen of afgevierd.

## Klarsichtvorzatz (KSV)
Het zicht in de Oosterschelde is zeer slecht door de opwerveling van fijn zand. Ook is er weinig licht op 30 tot 40 m diepte. Daarom zijn de camera's voorzien van een zogenaamde Klar Sicht Vorzats, die fungeert als lichtbak en groothoeklens, teneinde bij geringe afstand toch nog voldoende beeldoppervlak te krijgen. Op de foto zijn dat de zwarte dozen tussen de twee voorste rubber wielen.

## Zandlaagdiktemeter
Omdat het belangrijk is om te weten hoe dik de zandlaag is die zich afgezet heeft op de bodemmatten heeft de Portunus een zanddiktelaagmeter, ontwikkeld door TPD-TNO. Het apparaat werkt net als een echolood, maar dan met een hogere frequentie.Hierdoor komt er niet alleen een terugkaatsing op de overgang van water naar zand, maar ook van zand naar de funderingsmat. 
De laagdiktemeter bestaat uit een sensor die twee zenders bevat waarvan er een met 1 MHz werkt en de andere met 0,5 MHz. Een helder echobeeld wordt verkregen door zenders te gebruiken met een grote bandbreedte, die zeer korte geluidsimpulsen kunnen afgeven. De echo-zenders moeten zich op 15 a 25 cm loodrecht boven de mat bevinden, wil de meting optimaal zijn. De binnenkomende akoestische signalen worden daarna verwerkt en vertaald in een dikte van de zandlaag.

## Profielopnemer
Voor het plaatsen van een mat, en met name de op maat te maken tegelmat moet exact het oppervlak bekend zijn. Met een normaal echolood vanaf de oppervlakte is deze nauwkeurigheid niet te halen. Daarom is er aan de Portunus een profielopnemer bevestigd. Deze heeft een mechanisch op en neer bewegende kop waarin een echolood zit. De aandrijving wordt verzorgd door een elektrische stappenmotor. De mechanische kop moet zo lang in elke stand blijven staan, dat het signaal van de zeebodem nog kan worden terugontvangen voor de stand verandert. De profielopnemer maakt op deze wijze verticale bodemdoorsneden. Hoogteverschillen die hij heeft opgemerkt kunnen met behulp van een minicomputer op een scherm worden weergegeven. Zo kunnen bijvoorbeeld de ligging van de rand van een mat, of het begin van een bestorting zichtbaar gemaakt worden en gemeten.

## Andere apparaten
Daarnaast heeft de Portunus nog een sonar en radar aan boord om vooruit te kijken, om zo te voorkomen dat de Portunus tegen iets aan rijdt. Deze hebben een oplossend vermogen van ca. 3 cm om groepjes stenen te kunnen herkennen. Er zijn ook tv-camera's aan boord. De bijdrage van deze camera's was gering door het lage aantal pixels en door het troebele water nabij de bodem.